# 阿拉帕瓦綿羊
阿拉帕瓦綿羊（英語：Arapawa Sheep）是一種新西蘭南島對開阿拉帕瓦島的綿羊，是當地的特有種。自1867年被引入以來就與其他種群分開了。一般相信是來自澳洲美利奴羊的後代。
此種羊全身黑色，但常有白斑（稱為「Cocktail」），罕有白色。母羊無角，公羊有長達1公尺的角。此種是毛用羊。